# Három ékesség
A három ékesség, három drágaság,  három drágakő vagy három menedék (szanszkrit: triratna, páli: tiratana) az a három dolog, amiben a buddhisták menedéket vesznek útmutatást remélve. Ezt nevezik a buddhizmusban menedékvételnek. A menedékvétel nem pénzért történik, hiszen ingyenes. Mentális elkötelezettséget jelent, amely során az ember teljesen átadja magát a tanításnak (dharma), annak érdekében, hogy a világi lét szenvedéseitől (dukkha) megszabaduljon. A menedékvétel azt a szándékot fejezi ki, hogy Buddha felébredését kívánja valaki megvalósítani az ő tanításán keresztül. A tanításokat a buddhista közösség (szangha) hagyománya őrizte meg. Sokak szerint a menedékvétel különbözteti meg a buddhistát a nem buddhistától.
A három ékesség:
- Buddha, amely - megítéléstől függően lehet a történelmi Buddha, Sákjamuni, vagy a buddha-természet — az ideális vagy létező legmagasabb spirituális képesség;
- a Dharma, Buddha tanításai;
- a Szangha, a megvilágosodottak közössége, akik segíthetnek egy gyakorló buddhista számára, hogy ugyanazt ő is elérje. A gyakorló buddhisták közösségére is szokás bővebb értelemben használni.[3]

## A menedékvétel formulája

A triratna szimbólum, ahogyan a Szancsi sztúpában ábrázolták az i. e. 1. században.

A három ékesség, avagy három menedék a buddhisták számára fontos, akik akár szertartásos formában menedéket vesznek ebben a három dologban. Ez nem egy egyszeri dolog, inkább egy visszatérő ima. A menedékvétel tulajdonképpeni gyakorlata a menedékima recitálása.
A három ékességben való menedékvétel központi helyet foglal el a buddhizmusban. Úgy tekintenek a menedékvételre, mintha valaki hivatalosan is buddhistává válna általa. Ezért számos théraváda buddhista közösségben a következő páli buddhista éneket (Vandana Ti-szarana) recitálják a papok és a leboruló emberek:
| - Buddhaṃ saraṇaṃ gacchāmi A Buddhához fordulok menedékért. - Dhammaṃ saraṇaṃ gacchāmi A Dhammához fordulok menedékért. - Saṅghaṃ saraṇaṃ gacchāmi A Szanghához fordulok menedékért |

A mahájána kínai/japán változata csak kicsit tér el a théravadáétól.
Menedék ima a tibeti buddhizmusban:
| - སངས་རྒྱས་ཆོས་དང་ཚོགས་ཀྱི་མཆོག་རྣམས་ལ། Sang-gye cho-dang tsog-kyi cho-nam-la Menedéket veszek a Buddhában, a dharmában és a szanghában 諸佛正法眾中尊 - བྱང་ཆུབ་བར་དུ་བདག་ནི་སྐྱབས་སུ་མཆི། Jang-chub bar-du dag-ni kyab-su-chi Amíg a Megvilágosodást el nem érem. 直至菩提我歸依 - བདག་གིས་སྦྱིན་སོགས་བགྱིྱིས་པའི་བསོད་ནམས་ཀྱིས། Dag-gi jin-sog gyi-pe so-nam-kyi A nagylelkűséget célzó és egyéb tökéletesítő gyakorlatért szerzett érdemeimért 我以所行施等善 - འགྲྲོ་ལ་ཕན་ཕྱིར་སངས་རྒྱས་འགྲྲུབ་པར་ཤོག །། Dro-la pan-chir sang-gye drub-par-shog Érjem el a megvilágosodást, minden utazó érzőlény javára. 為利眾生願成佛 |

## Jelentősége
A három menedék a buddhista reflexió egyik legfontosabb gyakorlata, elmélkedés Buddha, a dharma és a szangha igaz tulajdonsága fölött.  Ezeket a tulajdonságokat nevezik a dharma tükrének, melyek segítenek a gyakorló számára elérni a megfelelő tudatot.

## Lásd még
- Menedékvétel